# Yannick Buffet
Yannick Buffet est un skieur alpiniste français, né le 23 décembre 1979 à La Rivière-Enverse (Haute-Savoie).
Il est membre de Praz Montagne. Il fait partie de l'équipe française de ski alpinisme depuis 2007. Il vit à Praz sur Arly où il est directeur de l'ESF en saison hivernale depuis la fin de sa carrière sportive.

## Palmarès
- 2007 :
  - 3e, championnats d'Europe de ski-alpinisme en course de relay avec Bertrand Blanc, Tony Sbalbi and Fabien Anselmet.
  - 7e, championnats d'Europe de ski-alpinisme en équipe avec Bertrand Blanc.

- 2008 :
  - 6e, championnats du monde de ski-alpinisme
  - 9e (et 7e dans la catégorie homme international), Patrouille des Glaciers avec Philippe Blanc et Martial Premat.

- 2009 :
  - 1er, Championnats d'Europe de ski-alpinisme single race
  - 1er, Championnats d'Europe classement combiné
  - 3e, Championnats d'Europe Vertical Race
  - 3e, Dachstein Xtreme[2]
  - 4e, Championnats d'Europe par équipe avec Grégory Gachet.

- 2011 :
  - 2e, championnats du monde de ski-alpinisme Vertical Race
  - 3e, Championnats du monde single race
  - 3e, Championnats du monde relais avec Didier Blanc, Xavier Gachet et William Bon Mardion
  - 4e, Championnats du monde, classement combiné

- 2012 :
  - 2e, Championnats d'Europe de ski-alpinisme Vertical Race
  - 2e, Championnats d'Europe par équipe avec Mathéo Jacquemoud
  - 2e, Championnats d'Europe relais avec Alexis Sévennec-Verdier, Valentin Favre et William Bon Mardion
  - 7e, Championnats du monde, classement combiné

### Pierra Menta
- 2009 : 3e avec Florent Perrier
- 2012 : 6e avec Yannick Ecoeur[3]